# 小行星6851
小行星6851（6851 Chianti）是一颗围绕太阳公转的小行星。1981年9月1日，亨利·德波鸿诺在拉西拉天文台发现了此天体。
这颗小行星的绝对星等为309.67816等。